# Cup of China 2021
Cup of China 2021 – miały być trzecimi w kolejności zawodami łyżwiarstwa figurowego z cyklu Grand Prix 2021/2022. Zawody miały się odbyć od 5 do 7 listopada 2021 roku w hali Chongqing Huaxi Culture and Sports Center w Chongqing.
16 sierpnia 2021 roku ze względu na ograniczenia w lotnictwie międzynarodowym do Chin oraz działania prewencyjne mające ograniczyć rozprzestrzenianie się wirusa SARS-CoV-2 w tym kraju, podjęto decyzję o odwołaniu zawodów. 27 sierpnia 2021 roku Międzynarodowa Unia Łyżwiarska ogłosiła, że w miejsce odwołanych zawodów zostanie rozegrane Gran Premio d'Italia 2021.  

## Listy startowe (stan na 29 czerwca 2021 roku)
| Reprezentacja     | Soliści                                       | Solistki                                          | Pary sportowe                                                             | Pary taneczne                                                                    |
| ----------------- | --------------------------------------------- | ------------------------------------------------- | ------------------------------------------------------------------------- | -------------------------------------------------------------------------------- |
| Belgia            |                                               | Loena Hendrickx                                   |                                                                           |                                                                                  |
| Kanada            |                                               |                                                   |                                                                           | Carolane Soucisse / Shane Firus                                                  |
| Chiny             | Chen Yudong Jin Boyang Yan Han                | Chen Hongyi Lin Shan Zhu Yi                       | Peng Cheng / Jin Yang Sui Wenjing / Han Cong                              | Chen Hong / Sun Zhuoming Wang Shiyue / Liu Xinyu                                 |
| Francja           |                                               |                                                   |                                                                           | Jewgienija Łopariowa / Geoffrey Brissaud Gabriella Papadakis / Guillaume Cizeron |
| Niemcy            | Paul Fentz                                    |                                                   | Annika Hocke / Robert Kunkel                                              | Katharina Müller / Tim Dieck                                                     |
| Włochy            | Daniel Grassl                                 |                                                   | Nicole Della Monica / Matteo Guarise Rebecca Ghilardi / Filippo Ambrosini |                                                                                  |
| Japonia           | Yuma Kagiyama Kazuki Tomono                   | Satoko Miyahara Mai Mihara                        |                                                                           |                                                                                  |
| Łotwa             | Deniss Vasiļjevs                              |                                                   |                                                                           |                                                                                  |
| Rosja             | Dmitrij Alijew Piotr Gumiennik Michaił Kolada | Majia Chromych Sofja Samodurowa Anna Szczerbakowa | Julija Artiemjewa / Michaił Nazaryczew Alina Piepielewa / Roman Pleszkow  | Aleksandra Stiepanowa / Iwan Bukin                                               |
| Korea Południowa  | Cha Jun-hwan                                  | Kim Ye-lim Lim Eun-soo                            |                                                                           |                                                                                  |
| Stany Zjednoczone |                                               | Bradie Tennell                                    |                                                                           | Caroline Green / Michael Parsons Madison Hubbell / Zachary Donohue               |